# يو إف سي ليلة القتال: هنت ضد مير
يو إف سي ليلة القتال: هنت ضد مير (بالإنجليزية: UFC Fight Night: Hunt vs. Mir)‏ هو حدث لفنون القتال المختلطة نظمته يو إف سي، أُقيم في 20 مارس 2016، على مركز بريزبان للترفيه في بريزبان، أستراليا.